# Swaledale
Pour les articles homonymes, voir Swaledale (homonymie).

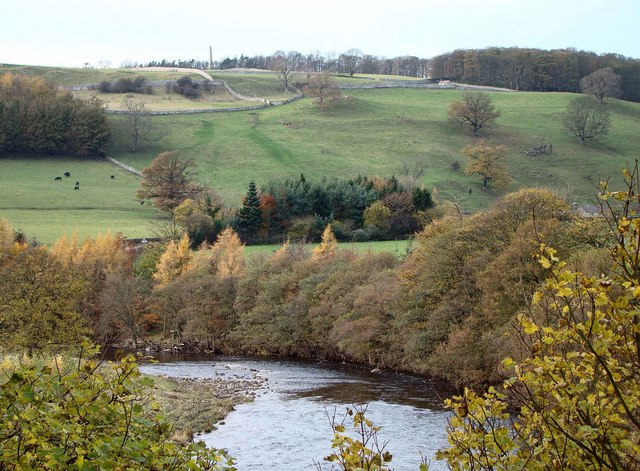
Paysage du Swaledale.

Le Swaledale est une région du Yorkshire du Nord, en Angleterre, qui correspond à la vallée de la rivière Swale. Elle fait partie des Yorkshire Dales. Elle est bordée à l'ouest par le Nine Standards Rigg (en) et à l'est par la ville de Richmond.
Elle a donné son nom à la race ovine swaledale, ainsi qu'au fromage du Swaledale.